# The Third Day
The Third Day är en amerikansk dramaserie från 2020. Seriens manus är skrivet av bland annat Dennis Kelly och Dean O'Loughlin. Seriens första säsong består av sex avsnitt,
Den svenska premiären är planerad till den 12 maj 2020 på HBO Nordic.

## Handling
Serien handlar om Sam och Helen. Sam dras till en mystisk ö utanför den brittiska kusten där han träffar en grupp öbor som gör sitt yttersta för att bevara sina traditioner. Helen kommer en tid senare till ön för att söka svar.

## Rollista (i urval)
| Jude Law            | – Sam        |
| Katherine Waterston | – Jess       |
| Paddy Considine     | – Mr Martin  |
| Emily Watson        | – Mrs Martin |
| Naomie Harris       | – Helen      |
| John Dagleish       | – Larry      |
| Freya Allan         | – Kail       |